# 박상민 (가수)
박상민(朴相敏, 1964년 5월 2일 ~ )은 대한민국의 가수이다. 또한 그 나라의 종합격투기 단체인 로드 FC의 부대표도 맡고 있다. 개명 이전의 본명은 박덕만(朴德萬)이다. 킬러 레옹이라는 닉네임으로도 유명하다. 대표곡으로는 자유의 1991년 작품을 1993년 자신의 정식 데뷔 앨범 《Start》에 리메이크한 《멀어져간 사람아》가 있다.

## 생애
박상민은 경기도 평택군 평택읍(현 경기도 평택시) 출신으로 평택중앙초등학교, 평택 한광중학교, 평택 한광고등학교 졸업을 거쳐 홍익대학교 요업공예학과를 학사 학위를 취득하였으며, 1984년 언더그라운드 라이브 클럽에서 가수로 첫 데뷔하였고 특히 1985년에서부터 이듬해 1986년까지는 언더그라운드 음악 시절 충청남도 공주시 신관동과 대전광역시 중구 중촌동에서 이름을 날린 그는 이후 1993년에 1집 앨범 Start로 정식 가수 데뷔하였다. 정식 가수 데뷔 초기에 선글라스와 중절모를 착용하여 대중들의 이목을 집중시켰다.
박상민의 첫 데뷔 음반은 그리 호평을 받지 못했으나 슬램 덩크의 주제가 《너에게로 가는 길》이 대중들에게 많이 알려졌다. 1994년 2집 음반 타이틀 <멀어져간 사람아>이라는 곡이 유행세를 타기 시작하면서 전성기를 맞이하고 인기 가수 반열에 올라 40만장이라는 음반 판매량과 방송순위차트 2위를 기록했다. 1995년에는 3집 수록곡 <청바지 아가씨>라는 곡으로 그의 위세를 또 한번 가요계에 떨쳐 약 30만장이라는 음반 판매량을 기록했다.
1997년에 박상민은 2년만에 4집 음반을 발매하였다. 4집 수록곡 <무기여 잘 있거라>라는 곡은 관객들에게 이야기하는 듯한 가사와 방식으로 새로운 방식을 접했는 점과 경쾌한 리듬으로 대중들의 사랑을 많이 받았다. 그러나 1998년에 5집 음반에 수록된 두 곡이 모두 히트시킨 후에는 슬럼프에 빠지게 되었다. 2002년부터 광복절 밴드의 보컬로 활동하다 2004년에 비틀즈의 《Let it be》를 샘플링한 《해바라기》라는 노래가 중년층들에게 사랑을 받아 가수 재기에 성공하였다. 2011년에는 <한 사람을 위한 노래>로 가요계에 새바람을 일으키고 있다.
박상민은 2012년 MBC 일밤 프로그램 중 하나였던 《나는 가수다 2》에 출연하면서 인기를 계속 이어나갔다.

## 학력
- 평택중앙초등학교 졸업 (1977년)
- 한광중학교 졸업 (1980년)
- 한광고등학교 졸업 (1983년)
- 일본 도쿄 음악대학교 실용음악학과 중퇴 (1983년)
- 홍익대학교 요업공예학과 학사 (1994년)

## 음반
1993년 1집 'Start'로 데뷔한 이래 2011년까지 정규음반 13장, 싱글 4장을 각각 발표하였다. 목록은 다음과 같다.

### 정규
- Start (1993년)
- Vol.2 (1994년)
- RETURN TO SELF? (1995년)
- 화산 (1997년)
- THE ROAD (1998년)
- 폭풍 (1999년)
- Romanticism (2001년)
- Feel (2002년)
- Sunflower (2004년 1월 27일)
- 서랍속 이야기 (2006년)
- 울지마요 (Don't Cry｜2007년)
- 니가 그리운 날엔 (2009년 2월 24일)
- Special Edition 비가와요 (2009년 6월 26일)
- 일 더하기 삼 (2010년 8월 23일)

### 싱글
- 다 잊은채로 (2005년)
- 서른이면 (2007년)
- 눈물속愛 (2008년)
- 한사람을 위한 노래 (2011년)
- 툭툭털어 (2011년)
- Faction(디지몬 고스트 게임 오프닝 with 리수빈(대구광역시 경북대학교 사범대학 부설초등학교 5학년)) (2022년 9월 23일)

## 수상
박상민은 데뷔 이래 아래의 상을 수상하였다.
- 2004년 SBS 가요대전 본상 수상
- 2004년 제19회 골든디스크상 Pavv 인기가수상 수상
- 2007년 제2회 한국모델상 인기가수상 수상
- 2010년 제6회 대한민국 지식경영대상 문화예술부문 대상

### 가요 프로그램 1위
| 연도            | 수상 내역 (총 1회)                                     |
| --------------- | ------------------------------------------------------ |
| 2004년 (총 1회) | - 해바라기 (총 1회) - 4월 2일 KMTV 《쇼 뮤직탱크》 1위 |

## 방송
- 1998년 SBS 일일시트콤: 《순풍산부인과》 (특별출연)
- 2000년, 2002년, 2005년, 2008년 KBS: 《가족오락관》 (게스트)
- 2011년 ~ 2012년 SBS: 《스타 주니어쇼 붕어빵》
- 2013년 10월 19일 토요일 KBS2: 《세대공감 토요일》최종회 - 개그우먼 김민경과 함께 출연
- 2016년 MBC 《마이 리틀 텔레비전》
- 2017년 MBC 《미스터리 음악쇼 복면가왕》 - 가왕이 쟨가?(참가자)
- 2019년 MBC 《생방송 행복드림 로또 6/45》- 게스트 850회
- 2020년 채널A 《행복한 아침》 - 1월 8일 게스트
- 2021년 TV조선 《결혼작사 이혼작곡 2》 - 본인 역

## 그 외 활동
- 박상민은 2012년 4월부터 MBC의 예능 프로그램인 《나는 가수다 II》에 출연하였다.
- 박상민은 2008년 7월에는 보령 머드축제의 홍보대사로도 활동하였다.
- 박상민은 종합격투기의 열렬한 팬으로, 2012년부터 국내 종합격투기 대회인 로드 FC의 부대표로 활동하고 있다.